# Specialisterne
Specialisterne ('Els especialistes', en danès) és una empresa danesa que utilitza les característiques de persones amb trastorn de l'espectre autista (TEA) com a avantatges competitius al mercat empresarial. Specialisterne proporciona serveis com testeig de programari, control de qualitat i gestió de dades per a companyies de tot el món. A més, Specialisterne forma i avalua persones amb TEA segons els requisits del món empresarial. La companyia proporciona un entorn laboral on és «normal» tenir TEA i on la funció del personal és crear el millor entorn laboral possible per als empleats amb TEA.

## Història
El fill de fundador, Thorkil Sonne, va ser diagnosticat d'autisme infantil a l'edat de 3 anys. Thorkil Sonne es va convertir en president d'una associació local d'autisme a Dinamarca durant tres anys, on va aprendre que les persones amb TEA rarament tenen la possibilitat d'utilitzar les seves habilitats especials al mercat laboral.
Després de 15 anys de treballar d'IT dins de companyies de telecomunicació, Thorkil Sonne va crear l'empresa Specialisterne l'any 2004 a Copenhaguen. Specialisterne Espanya es va crear l'any 2013, amb una primera oficina a Sant Cugat del Vallès (Barcelona), i l'any 2014 es va obrir una segona oficina a Madrid.
Aproximadament el 75 % dels empleats de Specialisterne té un diagnòstic dins de l'espectre de l'autisme. La companyia inclou programes de capacitació per desenvolupar habilitats personals, socials i professionals perquè persones amb TEA accedeixin a una ocupació. S'utilitzen diverses estratègies apropiades per a les persones amb TEA, inclosa la tecnologia del robot Lego Mindstorms, que ajuda a detectar les fortaleses, la motivació i les oportunitats de desenvolupament de l'individu.